# Alyssum alyssoides
Alyssum alyssoides és una espècie de planta de la família de les brassicàcies. En català rep els noms de caps blancs o herba de la ràbia, que, com és habitual en moltes plantes, són compartits amb altres tàxons. A. alyssoides és una planta nadiua d'Euràsia, incloent els Països Catalans, però s'ha introduït en altres parts del món i de vegades es considera com una mala herba.
És una planta herbàcia pilosa anual o biennal, que pot arribar a fer 40 cm d'alt. Les flors són blanques o de color crema amb els pètals de pocs mm de llargada. El fruit és una càpsula pilosa de mig cm de llargada i les llavors són alades i presenten una arrel embrional.